# 금일초등학교
금일초등학교(金日初等學校)는 대한민국 전라남도 완도군 금일읍 신구리에 있는 공립 초등학교이다.

## 학교 연혁
- 1921년 4월 5일 금일사립보통학교 설립
- 1924년 4월 1일 금일공립보통학교 인가
- 1938년 4월 1일 금일공립심상소학교 개편
- 1941년 4월 1일 금일공립국민학교 개편
- 1950년 4월 6일 금일국민학교 개편
- 일자미상 금일국민학교 장도분교·원도분교 설립 인가
- 1955년 7월 6일 장도분교장·원도분교장 개교
- 1958년 4월 1일 금일국민학교 황제분교 설립 인가
- 1958년 5월 11일 황제분교장 개교
- 일자미상 금일국민학교 일정분교 설립 인가
- 1961년 4월 1일 일정분교장 개교
- 1984년 3월 1일 덕우국민학교 분교장 격하 편입
- 1991년 6월 19일 장도분교장 폐교 및 본교 통폐합
- 1992년 5월 21일 원도분교장·황제분교장 폐교 및 본교 통폐합
- 1992년 9월 1일 충도국민학교 분교장 격하 편입, 신도분교장 편입
- 1996년 3월 1일 금일초등학교 개편
- 1998년 3월 1일 일정분교장 폐교 및 본교 통폐합
- 1998년 3월 30일 충도분교장 폐교 및 본교 통폐합
- 2006년 9월 1일 덕우분교장 폐교 및 본교 통폐합
- 2011년 3월 1일 신도분교장 폐교 및 본교 통폐합
- 2024년 3월 1일 제35대 박용우 교장 부임
- 2025년 1월 6일 제43회 병설유치원 졸업식 10명 졸업(누계 944명)
- 2025년 1월 7일 제100회 졸업식 11명(누계 6,945명)

## 학교 상징
- 교화 - 동백꽃(정직함) : 동백꽃 꽃은 이른 봄 가지 끝에 1개씩 달리고 적색이다. 꽃잎은 5~7개가 밑에서 합쳐져서 비스듬히 퍼지고, 수술은 많으며 꽃잎에 붙어서 떨어질 때 함께 떨어진다. 암술대는 3개로 갈라진다. 꽃말은 신중. 허세부리지 않음이다.

- 교목 - 백일홍(강인함) : 꽃이 오랫동안 피어 있어서 백일홍나무라고 하며, 나무껍질을 손으로 긁으면 잎이 움직인다고 하여 간지럼나무라고도 한다. 높이 약 5m이다. 나무껍질은 연한 붉은 갈색이며 얇은 조각으로 떨어지면서 흰무늬가 생긴다. 작은 가지는 네모지고 털이 없다.새가지는 4개의 능선이 있고 잎이 마주난다. 잎은 타원형이거나 달걀을 거꾸로 세워놓은 모양이며 길이 2.5～7cm, 나비 2～3cm이다. 겉면에 윤이 나고 뒷면에는 잎맥에 털이 나며 가장자리가 밋밋하다.

- 교색 - 파란색(희망) : 교색의 상징적 의미는 성실, 신앙, 희망, 믿음, 신성함, 책임 등이며 파란색은 정신을 나타낸다. 일반적으로 자세와 적응을 상징하며 색이 보내는 메시지는 믿음직한 인물이나 의사 결정자가 되고 싶은 것이다.

## 참고 자료
- 금일초등학교 - 한국교육학술정보원 학교알리미